# 米兰·巴切维奇
米兰·巴切维奇（1953年—），塞尔维亚官员、外交官，塞尔维亚前进党党员，历任塞尔维亚地理学会副主席，自然资源、矿产资源和国土规划部长及驻华大使。

## 生平
1955年，巴切维奇出生于南斯拉夫社会主义联邦共和国科莫拉内（Коморане）的一个塞尔维亚家庭。巴切维奇毕业于自然科学和数学系，在馬其頓社會主義共和國斯科普里获得了硕士和博士学位。他曾在科索沃米特罗维察的普里什蒂纳大学理学院地理系任教授。
巴切维奇曾是塞尔维亚激进党党员，曾以该党党员身份被二次选为塞尔维亚人民议会议员，并担任科学部副部长至2000年。
2008年，托米斯拉夫·尼科利奇组建塞尔维亚前进党，巴切维奇加入该党。在2012年国会选举中，塞尔维亚前进党联盟“让我们使塞尔维亚动起来”胜出，巴切维奇在2012年7月27日被任命为自然资源、矿产资源和国土规划部长。
2014年9月30日，米兰·巴切维奇被任命为塞尔维亚驻华大使。2015年1月22日，巴切维奇向中华人民共和国主席习近平递交国书。